# Pelekanos
Pelekanos (in greco Πελεκάνου?) è un ex comune della Grecia nella periferia di Creta (unità periferica di La Canea) con 4 259 abitanti secondo i dati del censimento 2001.
È stato soppresso a seguito della riforma amministrativa, detta Programma Callicrate, in vigore dal gennaio 2011 ed è ora compreso nel comune di Kantanos-Selino.
È situato all'estremo lembo sud occidentale dell'isola di Creta.

## Presentazione
Il territorio del comune è montuoso ma non così aspro come quello dei comuni posti ad est. L'agricoltura è praticata su scala maggiore e permette la coltivazione di ortaggi in serra, soprattutto del pomodoro che alimentano un redditizio mercato delle primizie. Importante è anche la produzione di olio d'oliva. Ugualmente praticata è la pastorizia. Vi sono poi alcuni laboratori di tessitura tradizionale. Il turismo è la voce più importante nell'economia locale anche se esclusivo appannaggio del villaggio di Paleochora che costituisce la base per esplorare i remoti centri della costa meridionale di Creta. L'accesso al comune via terra è più facile grazie a strade meno impervie: dalla strada Chania-Kissamos si distacca, in località Tavronitis, una strada secondaria che attraversa i centri di Voukolies e Kantanos per poi terminare dopo 77 km a Paleochora. È questo l'itinerario seguito dalle autolinee KTEL.

## Paleochora
Paleochora (in greco Παλαιοχώρα?), translitterato anche Palaiochora o Paleohora, è la sede del municipio ed anche il centro più importante della sezione occidentale della remota costa meridionale. Dista 77 km dal capoluogo Chania. Da qui partono i battelli diretti a Chora Sfakion con scali intermedi a Sougia, Aghia Roumeli e Loutro.
Paleohora è costruita su una smilza penisoletta attraversata in lungo da una via rettilinea che si arresta davanti a una collina sulla cui cima si erge il castello restaurato di Selino, costruito dai Veneziani nel 1282 e distrutto nel 1539 dal Pirata Kahir-Ad-Din detto Barbarossa. Sul fianco ovest della penisola si trova una spiaggia attrezzata. Sul fianco opposto c'è il molo da dove partono i traghetti per Chora Sfakion, Elafonīsi e l'isola di Gozzo. Al di là della collina del castello, sulla punta della penisola, c'è una darsena per l'ormeggio delle navi.

## Amministrazione
Il comune era suddiviso in 3 circoscrizioni come risulta dalla sottostante tabella. La sede del municipio è evidenziata in grassetto.
| Circoscrizione | Popolazione | Superficie | Territorio |
| -------------- | ----------- | ---------- | ---------- |
| Sarakina       | 202         | 14,79      | Montuoso   |
| Pelekanos      | 1.504       | 96,5       | Montuoso   |
| Paleochora     | 2.553       | 55,2       | Montuoso   |